# CM Возничего
CM Возничего (лат. CM Aurigae) — одиночная переменная звезда в созвездии Возничего на расстоянии (вычисленном из значения параллакса) приблизительно 9075 световых лет (около 2782 парсеков) от Солнца. Видимая звёздная величина звезды — от +13,8m до +12,8m.

## Характеристики
CM Возничего — красная углеродная пульсирующая медленная неправильная переменная звезда (LB) спектрального класса C5,4(N). Эффективная температура — около 3511 К.